# Potpićan
Potpićan – wieś w Chorwacji, w żupanii istryjskiej, w gminie Kršan. W 2011 roku liczyła 513 mieszkańców.